# كيليكيس دوار البوم
كيليكيس دوار البوم هو فيلم مغربي من إخراج وكتابة عز العرب العلوي سنة 2018، وبطولة كل من محمد الرزين، حسن بديدا، أمين الناجي، كمال كاظمي، فاطمة هراندي، نعيمة المشرقي، وآخرون.
يتطرق الفيلم إلى مرحلة حساسة من تاريخ المغرب في فترة الستينيات والتسعينيات من القرن الماضي، هي فترة سنوات الرصاص.

## القصة
تدور أحداث الفيلم حول سكان قرية مغربية (دوار البوم) توجد بين جبال الأطلس الكبير، يقضون حياتهم في التناوب على حراسة سجن يربطه بالدوار جسر معلق في الهواء على واد سحيق، ليختار المخرج تسليط عدسات الكاميرا على قصة البطل «سعيد»؛ وهو رجل بسيط، لم ينل حظه من الدراسة، يقضي حياته في التناوب مع حراس السجن الآخرين على بوابة المعتقل.
يحب سعيد، الذي يساعده فقيه الدوار على دفن الموتى، عمله بحماس ويدافع عنه ويؤكد على وطنيته بحراسة من يعتقد أنهم يشكلون خطرا على أمن الوطن، ليدرك في الأخير أن «دوار البوم» هو في الحقيقة سجن كبير يحتجز الجميع حراسا ومعتقلين.

## جوائز وترشيحات
حاز الفيلم على عدد من الجوائز؛ من بينها الجائزة الكبرى لمهرجان القمة السينمائي الدولي نيسفييل بصربيا، وجائزة أفضل إخراج بمهرجان وهران الدولي للفيلم العربي، وجائزة التميز لاحسن فيلم اجنبي بمهرجان كندا الدولي للفيلم، وجائزة أحسن دور رجالي، والتي توج بها الممثل محمد الرزين، ضمن فعاليات المهرجان الدولي مونتكومري بأمريكا. كما شارك الفيلم بعدد من المهرجانات الدولية بكل من إيطاليا وفرنسا وأمريكا وإنجلترا وسويسرا والهند ورواندا وكندا والمكسيك والبنغلاديش وغيرها. 

## روابط خارجية
- كيليكيس دوار البوم على موقع IMDb (الإنجليزية)
- كيليكيس دوار البوم على موقع قاعدة بيانات الفيلم (الإنجليزية)
- كيليكيس دوار البوم على موقع ليتربوكسد (الإنجليزية)
- فيلم كيليكيس دوار البوم على موقع المركز السينمائي المغربي
- فيلم كيليكيس دوار البوم: سنوات الرصاص في المغرب برؤية درامية
- فيلم «كيليكيس.. دوار البوم» المغربي - معتقل «تازمامارات» الرهيب
- فيلم «دوار البوم».. الانقلاب العسكري ليس نضالا في المغرب